# Тертер (город)
Терте́р (азерб. Tərtər) — город, административный центр Тертерского района Азербайджана. Находится в 332 км к западу от Баку.

## География
Тертер находится в Равнинном Карабахе.

## История
В эпоху Российской империи Тертер являлся почтовой станцией и административным центром Джеванширского уезда. В 1905 году здесь была возведена соборная мечеть.
Согласно результатам Азербайджанской сельскохозяйственной переписи 1921 года, Тер-тер Джеванширского уезда Азербайджанской ССР населяли 992 человека (210 хозяйств), преобладающая национальность — тюрки азербайджанские (азербайджанцы).
С 1947 по 1949 годы Тертер имел статус посёлка городского типа, который затем был преобразован в город Мир-Башир, по имени азербайджанского советского партийного деятеля Мирбашира Касумова. 7 февраля 1991 года историческое название Тертер было восстановлено.
В 1994 году во время Первой карабахской войны армянские вооружённые формирования начали крупномасштабное наступление на город. Азербайджан смог удержать Тертер, но по итогу войны город оказался всего в нескольких километрах от линии соприкосновения войск, из-за чего впоследствии после прекращения огня постоянно подвергался обстрелам со стороны армян.
27 сентября 2020 года началась Вторая карабахская война между вооружёнными силами Азербайджана с одной стороны и вооружёнными формированиями непризнанной НКР и Армении с другой. C 28 сентября город Тертер также стал подвергаться обстрелам. По словам помощника президента Азербайджана Хикмета Гаджиева, только за 2 октября по городу было выпущено свыше 2 тысяч снарядов.
8 июля 2022 года утверждён генеральный план развития города до 2038 года.

## Население
По первой всеобщей переписи населения 1897 года в селе проживало 752 чел., национальный состав был следующим:
- Азербайджанцы[Комм. 1] — 508 (67,55 %),
- Армяне — 120 (15,96 %),
- Русские, украинцы, белорусы — 65 (8,64 %),
- Персы — 46 (6,12 %),
- Аварцы — 6 (0,8 %),
- Немцы — 2 (0,27 %),
- Грузины — 1 (0,13 %),
- представители других народностей — 6 (0,53 %).